# Astrogorgia bayeri
Astrogorgia bayeri är en korallart som beskrevs av van Ofwegen och Bert W. Hoeksema 200. Astrogorgia bayeri ingår i släktet Astrogorgia och familjen Plexauridae. Inga underarter finns listade i Catalogue of Life.